# Náměstí Svobody (Úvaly)
Náměstí Svobody, místními někdy nazývané jako Bramborové náměstí či zřídka Nové náměstí, je jedno ze dvou náměstí v Úvalech, v místní části Pařezina. Ačkoliv se nejedná o hlavní náměstí ve městě (tuto funkci plní náměstí Arnošta z Pardubic), představuje důležité centrum občanské vybavenosti.

## Historie
Městská čtvrť Pařezina začala vznikat ve 20. letech 20. století, kdy se Úvaly, tehdy ještě jako městys, začaly rozrůstat směrem ke Klánovickému lesu. Docházelo ke hromadné výstavbě nových domů i celých nových ulic. V místě dnešního náměstí zůstala volná plocha, která byla určena pro služby občanům. Nic takového se však nekonalo a na dlouhá desetiletí zde zůstalo bramborové pole, díky němuž vznikl lidový název Bramborové náměstí.
V průběhu let byly zvažovány různé varianty výstavby v dané lokalitě, jako například stavba nové základní školy, kulturního centra apod. Nakonec došlo v letech 1988–1990 k výstavbě převážně obchodního domu, dnes známého pod názvem Mamut (podle fitness centra, které se zde nacházelo od září 2002 do června 2022), a k němu přiléhajícího parkoviště. V podzemí byl vybudován protiatomový kryt, který je podle vedení města schopen pojmout asi 400 osob. Na tehdejší poměry se jednalo o moderní stavbu, která v kombinaci s asfaltovým povrchem silnic, parkoviště a ostatních ploch znamenala pro město velký pokrok. V té době byla totiž ještě naprostá většina úvalských ulic nezpevněná a prašná.
Další stavbou, která se na náměstí objevila, byl ve druhé polovině 90. let domov seniorů, v letech 2001–2002 pak dům s pečovatelskou službou. Několik málo let poté byla zbývající plocha zastavena osmi dvoupatrovými vilovými domky, čímž původní bramborové pole úplně vymizelo. 

## Současný stav
V současnosti se na náměstí nachází dům Mamut s prodejnou potravin a oblečení a second handem. Západním směrem se rozkládá velké parkoviště, sestávající ze dvou vzájemně propojených parkovacích ploch. Celý tento pozemek s parkovištěm a budovou patří od roku 2010 společnosti Fisolta Property.
Přímo pod parkovištěm stojí osm obytných domů uspořádaných do dvou řad po čtyřech, vedle nich pak Dům s pečovatelskou službou, kde je v přízemí městský sál, v němž se pořádají různé obřady, veřejné diskuse a při volbách slouží jako první volební okrsek. Mezi DPS a Mamutem se nachází ještě domov seniorů a před jeho vchodem skromné volné prostranství.

## Budoucnost
Na jaře 2017 oslovila společnost Fisolta property město Úvaly se záměrem stávající Mamut zdemolovat a celou oblast kompletně přebudovat. Město projevilo zájem, aby se toto místo stalo centrem, neboť se jedná o jedno z mála míst uprostřed úvalské zástavby, kde je možné takový projekt realizovat. Probíhala tak jednání s investorem, při nichž došlo k postupné proměně původního návrhu dle požadavků města, a 6. listopadu byl na veřejné diskusi představen projekt čtyř polyfunkčních domů, nahrazujících stávající Mamut a parkoviště, které měly vždy v přízemí obsahovat různé veřejné služby (supermarket, pošta, fitness centrum, prostory pro MDDM, jiné komerční plochy atd.) a nad nimi tři podlaží bytových jednotek. Nové parkovací plochy P+R byly navrženy především jako podzemní.
V průběhu roku 2018 se konaly další dvě veřejné diskuse o budoucí podobě náměstí. Během nich byly sbírány připomínky občanů, na jejichž základě se projekt částečně měnil. Z původních plánů tak byl vypuštěn například plánovaný supermarket nebo podzemní parkoviště.
Původní termín dokončení proměny náměstí byl stanoven na roky 2020–2021, ale nebyl dodržen, neboť v těchto letech se s výstavbou nezačalo a ani nijak výrazně nebyla v plánu.
První vlaštovkou nové podoby náměstí bylo ukončení provozu fitness centra v červnu 2022, následně byla v září 2024 uzavřena a dočasně přesunuta pobočka České pošty. K demolici polyfunkčního domu by mělo dojít na podzim roku 2024.

## Galerie

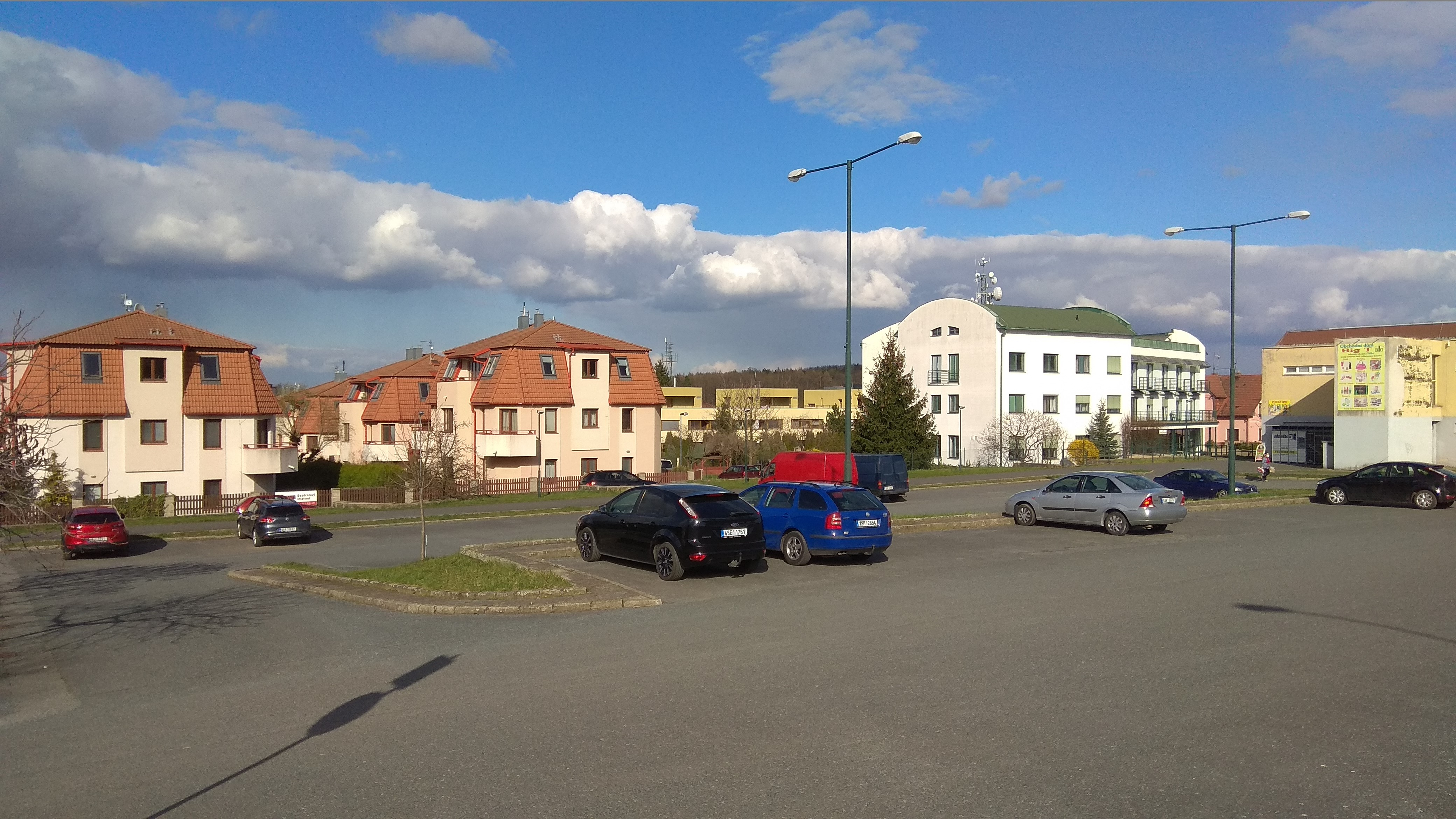
Pohled na vilové domy (vlevo), domov seniorů (uprostřed), Mamut (vpravo) a přilehlé parkoviště
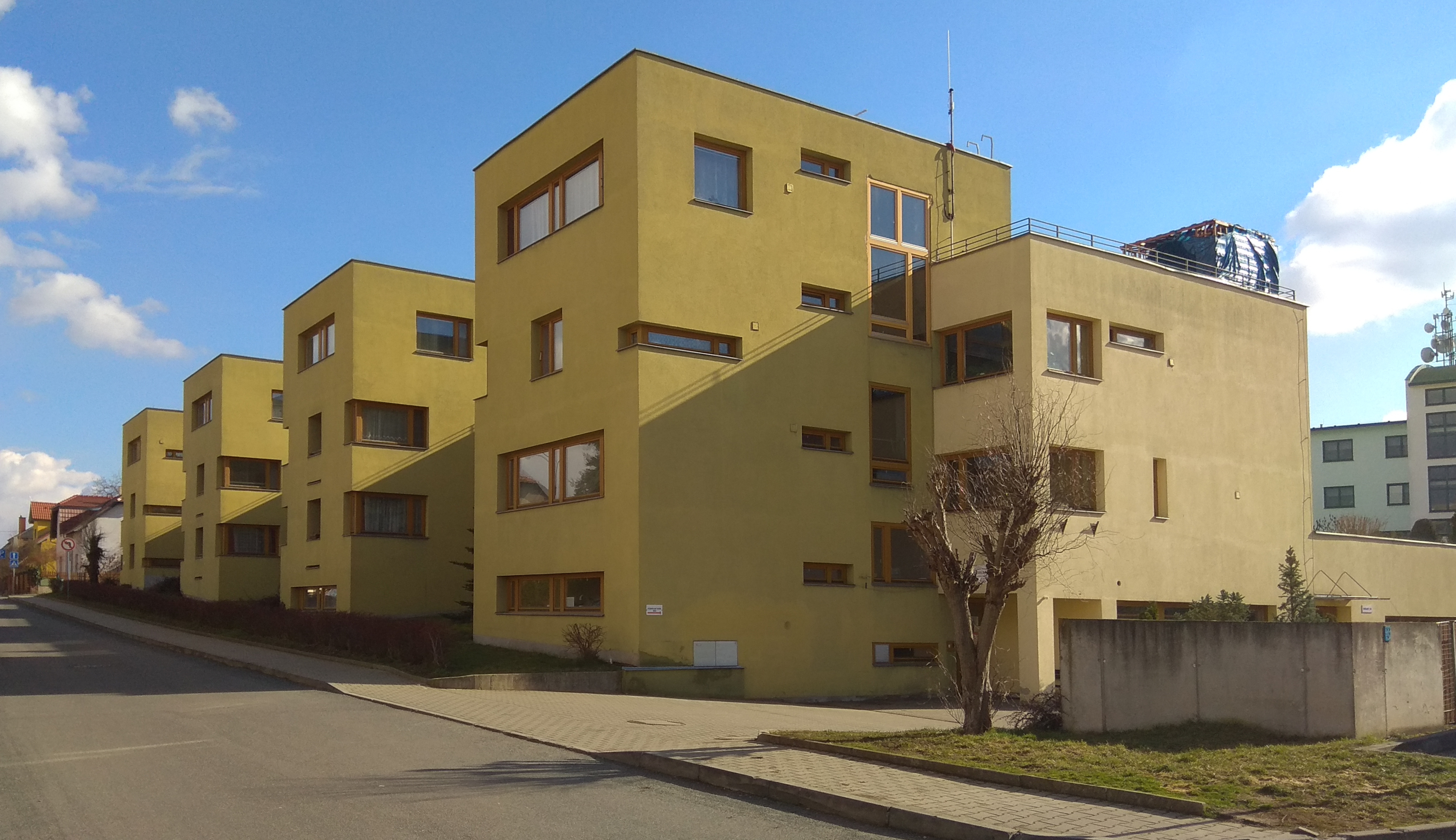
Dům s pečovatelskou službou
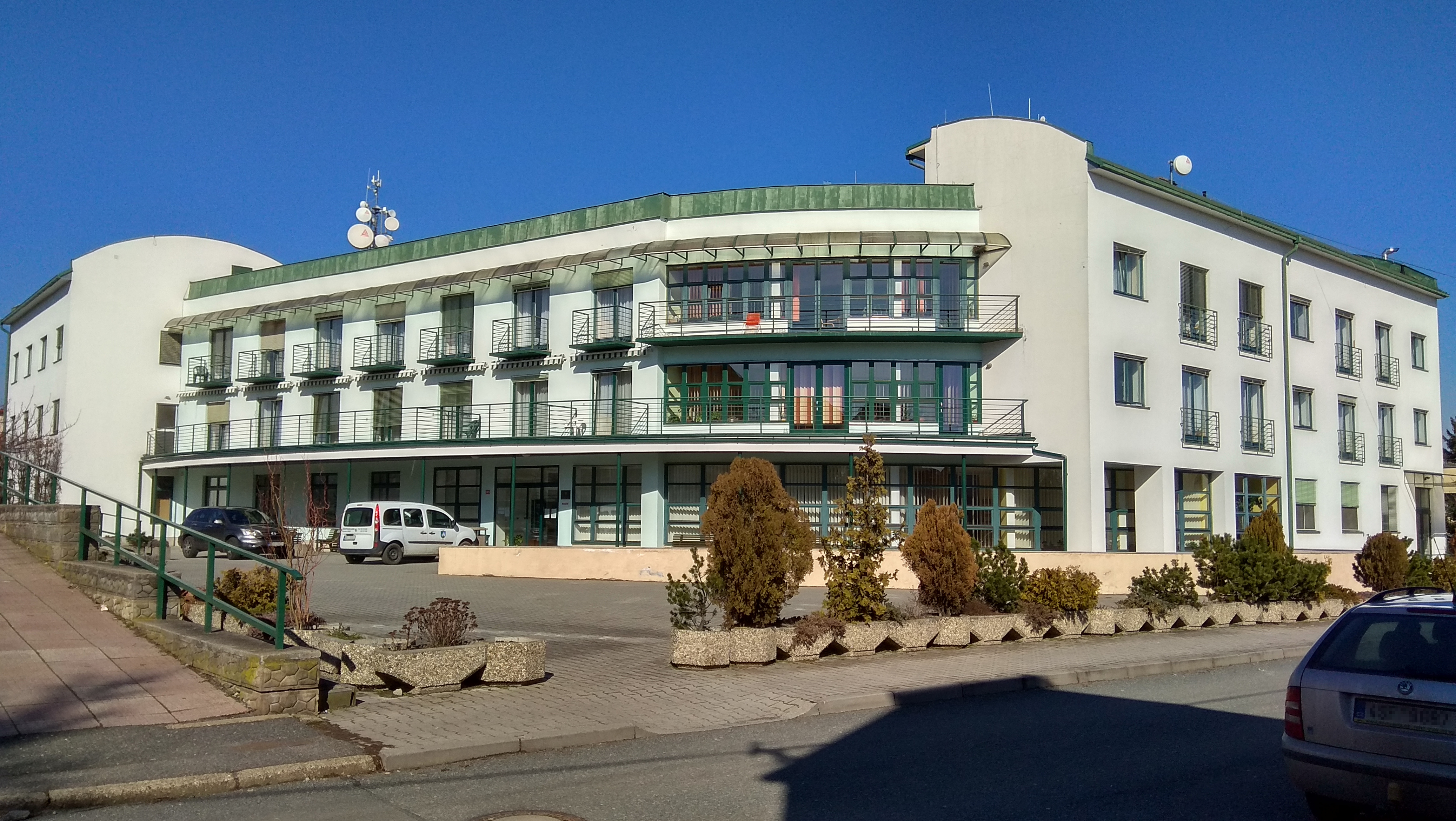
Domov seniorů
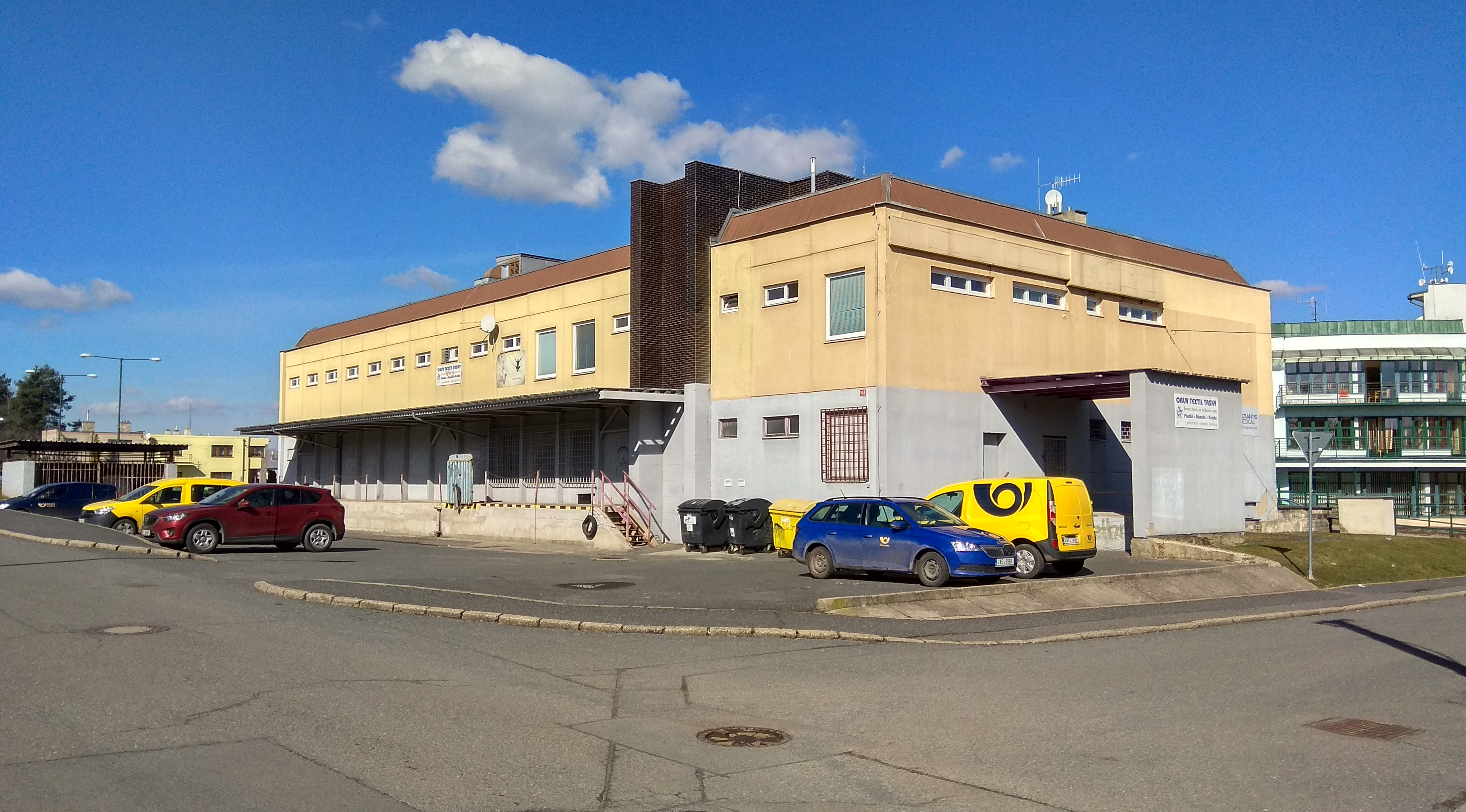
Dům Mamut

## Okolní ulice
- Bezručova
- Kožíškova
- Vítězslava Nováka
- Wolkerova
- Raisova (průchod pouze pro pěší)
- Švermova
- Palackého
- Rašínova
- Vrchlického